# 閘流體驅動器

閘流體的符號，其符號及作用都類似二極體

閘流體驅動器（thyristor drive）是一種電動機驅動電路，用閘流體控制交流輸入電壓的相位，提供可變的電壓給直流电动机。
閘流體可以視為是可以延後導通的二極體，在有觸發訊號後即導通，在逆向偏壓時即關閉。閘流體驅動器中的整流器會由閘流體及二極體組成，達到控制電壓的目的。

## 應用

交流電壓經由二極體及閘流體整流後的波形
紅色：輸出電壓
藍色：閘流體的觸發訊號

閘流體驅動器非常簡單，最早是在1960年代開始使用，到1980年代末期之前，閘流體驅動器都還是工業上主要的电机控制器，而1980年代末期時出現了新且低價的電力電子技術，因此高性能系統的應用用斩波器取代閘流體驅動器，高可靠度的應用改用逆變器配合交流电动机的架構。在一些高功率的應用中仍然會使用閘流體驅動器，例如鐵路機車，晶閘管的高功率密度以及其簡單的設計，使得此推進系統比電晶體為基礎的控制器更有吸引力。
閘流體的缺點是其關斷不可控的特性，若要控制關斷，需要另外用電感、電容及輔助開關元件等組成強迫換流電路，因此會使系統複雜，另外閘流體是分立元件結構，開通損耗大，工作頻率難以提高，限制了其應用範圍。
閘流體驅動器衍生的應用是交流相控制器（AC phase controller），此控制器用單相的雙向晶閘管提供可變電壓的交流輸出，控制通用電動機。這是家電中最常用的電動機速度控制方式，像是食物調理機、小型交流驅動工具（例如電鑽）。